# Tim Key
Pour les articles homonymes, voir Key.
Tim Key est un acteur, humoriste, poète et scénariste britannique né le 2 septembre 1976 à Cambridge en Angleterre.

## Filmographie

### Acteur

#### Cinéma
- 2007 : The One and Only Herb McGwyer Plays Wallis Island : Charles
- 2009 : The Transaction : le poète
- 2010 : The Honeymoon Suite : Samuel
- 2011 : Un jour : un client
- 2011 : Not Now Keith! : Keith
- 2013 : Mariage à l'anglaise : Alan
- 2013 : Alan Partridge: Alpha Papa : Simon
- 2013 : The Double : le travailleur social
- 2013 : The Harry Hill Movie : l'employé des toilettes
- 2014 : Anthony : le père Noël
- 2014 : Two Films About Loneliness : Jonathan Smallman
- 2015 : Date 1: Heart
- 2017 : The Overcoat : le narrateur
- 2019 : Days of the Bagnold Summer : Dale
- 2019 : Greed : Sam
- 2020 : Love Wedding Repeat : Sidney
- 2020 : Talk Radio : Danny Mallard
- 2022 : Coup de théâtre : Harrold Scott
- 2023 : Scandaleusement vôtre : père Ambrose
- 2025 : The Ballad of Wallis Island : Charles Heath
- 2025 : Mickey 17 : l'homme pigeon

#### Télévision
- 2006 : Saxondale : le mec de publicités (1 épisode)
- 2006 : Tittybangbang : plusieurs personnages (1 épisode)
- 2009 : Cowards (3 épisodes)
- 2010-2016 : Mid Morning Matters with Alan Partridge : Sidekick Simon (17 épisodes)
- 2011 : Un petit brin de vie : le journaliste (1 épisode)
- 2012 : Skins : Dr O'Dwyer (1 épisode)
- 2012 : A Young Doctor's Notebook : Pyotr un patient (1 épisode)
- 2014 : Playhouse Presents : Jonah (1 épisode)
- 2014 : Plebs : Mushki (1 épisode)
- 2014-2024 : Inside No. 9 : Ian et lui-même (2 épisodes)
- 2015 : Together : Joseph le policier (4 épisodes)
- 2015 : Peep Show : Jerry (3 épisodes)
- 2016-2017 : Drunk History : Henry VIII et autres personnages (5 épisodes)
- 2017 : Gap Year : Greg (8 épisodes)
- 2017 : Detectorists : Tim (3 épisodes)
- 2017-2021 : PIs Like : James Wirm (18 épisodes)
- 2018 : Trust : Gavin (1 épisode)
- 2018 : Wonderdate : un homme
- 2019 : The End of the F***ing World : Gus (2 épisodes)
- 2019-2021 : This Time with Alan Partridge : Simon Denton (12 épisodes)
- 2019-2023 : Brassic : Vortex (3 épisodes)
- 2021 : Les Irréguliers de Baker Street : Gregson (2 épisodes)
- 2022 : After Life : Rude Date (1 épisode)
- 2022 : The Witchfinder : Gideon Bannister (6 épisodes)
- 2023 : De grandes espérances : M. Wopsle (1 épisode)
- 2025 : Badjelly : Bradjelly

### Scénariste
- 2007 : The One and Only Herb McGwyer Plays Wallis Island
- 2008 : Screenwipe (2 épisodes)
- 2009 : Cowards (3 épisodes)
- 2009 : Newswipe (2 épisodes)
- 2009 : The Transaction
- 2009-2010 : We Need Answers (16 épisodes)
- 2014 : Anthony
- 2018 : Wonderdate
- 2025 : The Ballad of Wallis Island